# Дилево (Остроленцький повіт)
Дилево (пол. Dylewo) — село в Польщі, у гміні Кадзідло Остроленцького повіту Мазовецького воєводства.
Населення — 1333 особи (2011).
У 1975-1998 роках село належало до Остроленцького воєводства.

## Демографія
Демографічна структура станом на 31 березня 2011 року:
|          | Загалом | Допрацездатний вік | Працездатний вік | Постпрацездатний вік |
| -------- | ------- | ------------------ | ---------------- | -------------------- |
| Чоловіки | 659     | 158                | 444              | 57                   |
| Жінки    | 674     | 150                | 399              | 125                  |
| Разом    | 1333    | 308                | 843              | 182                  |